# (6387) 1989 WC
(6387) 1989 WC là một tiểu hành tinh vành đai chính. Nó được phát hiện bởi Seiji Ueda và Hiroshi Kaneda ở Kushiro, Hokkaidō, Nhật Bản, ngày 19 tháng 11 năm 1989.